# Kourouma (Mali)
Pour les articles homonymes, voir Kourouma.
Kourouma est une commune du Mali, dans le cercle et la région de Sikasso.